# Menandros II

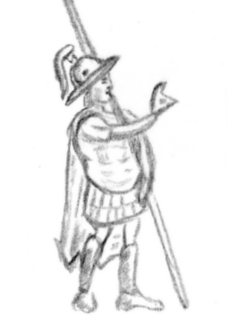
Một viên chỉ huy Ấn-Hy Lạp (trên một đồng tiền của Menander II), khoảng năm 90 TCN.

Menandros II Dikaios (Tiếng Hy Lạp: Μένανδρος Β΄ ὁ Δίκαιος, "Người công bằng") là một vị vua của vương quốc Ấn-Hy Lạp, ông đã cai trị các vùng đất Arachosia và Gandhara ở phía bắc của Pakistan ngày nay.

## Thời gian cai trị
Bopearachchi đã đề xuất rằng Menandros II cai trị vào khoảng 90-85 TCN, trong khi R.C. Senior đề xuất là khoảng năm 65 TCN. Trong khoảng thời gian này, Menandros đã cai trị phần lãnh thổ còn lại của vương quốc Ấn-Hy Lạp ở Gandhara sau cuộc xâm lăng của Maues.

## Sự liên quan với các vị vua khác
Menandros II Dikaios có thể thuộc về triều đại của Menandros I Soter, vị vua Ấn-Hy Lạp vĩ đại nhất. Đã có một thời gian dài, các học giả tin rằng chỉ có duy nhất một vị vua mang tên Menandros bởi vì chân dung của họ tương tự nhau, Menandros II dường như cũng là một tín đồ nhiệt thành của đạo Phật, cũng công bằng như Menandros I. Theo những trích dẫn từ những sách Phật giáo cổ đại về kinh Di Lan Đà vấn đạo (Milindapanha).
Mặt khác, tên Menandros có thể cũng đã khá phổ biến trong vương quốc Ấn-Hy Lạp. Và những đồng tiền của Menandros II cũng không giống như của Menandros I và các vị vua khác (chẳng hạn như Strato I) người mà được tin là thuộc về triều đại của ông ta. R.C. Senior cho rằng Menandros II có mối quan hệ với vua Ấn-Hy Lạp Amyntas, với một vài chữ lồng cùng một vài đặc điểm giống nhau trên khuôn mặt. Ông cũng cho thấy một mối quan hệ chặt chẽ với vị vua nửa Scythia Artemidorus, con trai Maues, từ những đồng tiền tương đối giống nhau và được tìm thấy cùng nhau.

## Tiền xu của Menandros II
Các đồng tiền của Menander II có các chữ khắc bằng tiếng Kharoshti như "Menander người công bằng", và "Vua của Đạt lạt ma", điều này cho thấy rằng ông đã chấp nhận Phật giáo. Menander II chỉ cho đúc những đồng bạc Ấn Độ. Nhà vua được miêu tả là đang đội vương miện hoặc mũ giáp giống với Menander I, và bên mặt sau thì lại gồm các hình ảnh như: một vị vua đang cưỡi ngựa, Nike và thần Zeus đang ngồi giống như loại tiền xu của Antialkidas và Amyntas Nikator, nhưng có thêm một bánh xe pháp luân của Phật giáo.
| Tiên vương: Peukolaos | Quốc vương Ấn-Hy Lạp (Arachosia, Gandhara) (90 - 85 TCN) | Thừa kế: Archebios |